# Ахметов, Берик Бахытжанович
Берик Бахытжанович Ахметов (род. 15 декабря 1985 года) — казахстанский ученый и управленец в сфере высшего образования. С 2017 года занимает должность президента-ректора Yessenov University (город Актау, Казахстан).

## Биография

### Образование
В 2006 году окончил Казахский национальный университет имени Аль-Фараби по специальности «Информационные системы».
В 2009 году окончил аспирантуру Казахский национальный университет имени Аль-Фараби.
В 2010 году защитил диссертацию на соискание учёной степени кандидата технических наук по специальности «Системный анализ, управление и обработка информации».
В 2011—2012 годах прошёл постдокторантуру в Carl von Ossietzky Universität Oldenburg, Германия, в Департаменте бизнес-информатики.
В 2016—2020 годах обучался в магистратуре (MBA) в University Nebraska-Lincoln, США.

### Профессиональная деятельность
С 2006 по 2013 год работал в Казахский национальный университет имени Аль-Фараби на должностях от преподавателя до доцента кафедры информационных систем. В 2013—2017 годах занимал должность вице-президента по учебно-методической работе в Международном казахско-турецком университете имени Ходжа Ахмеда Ясауи.

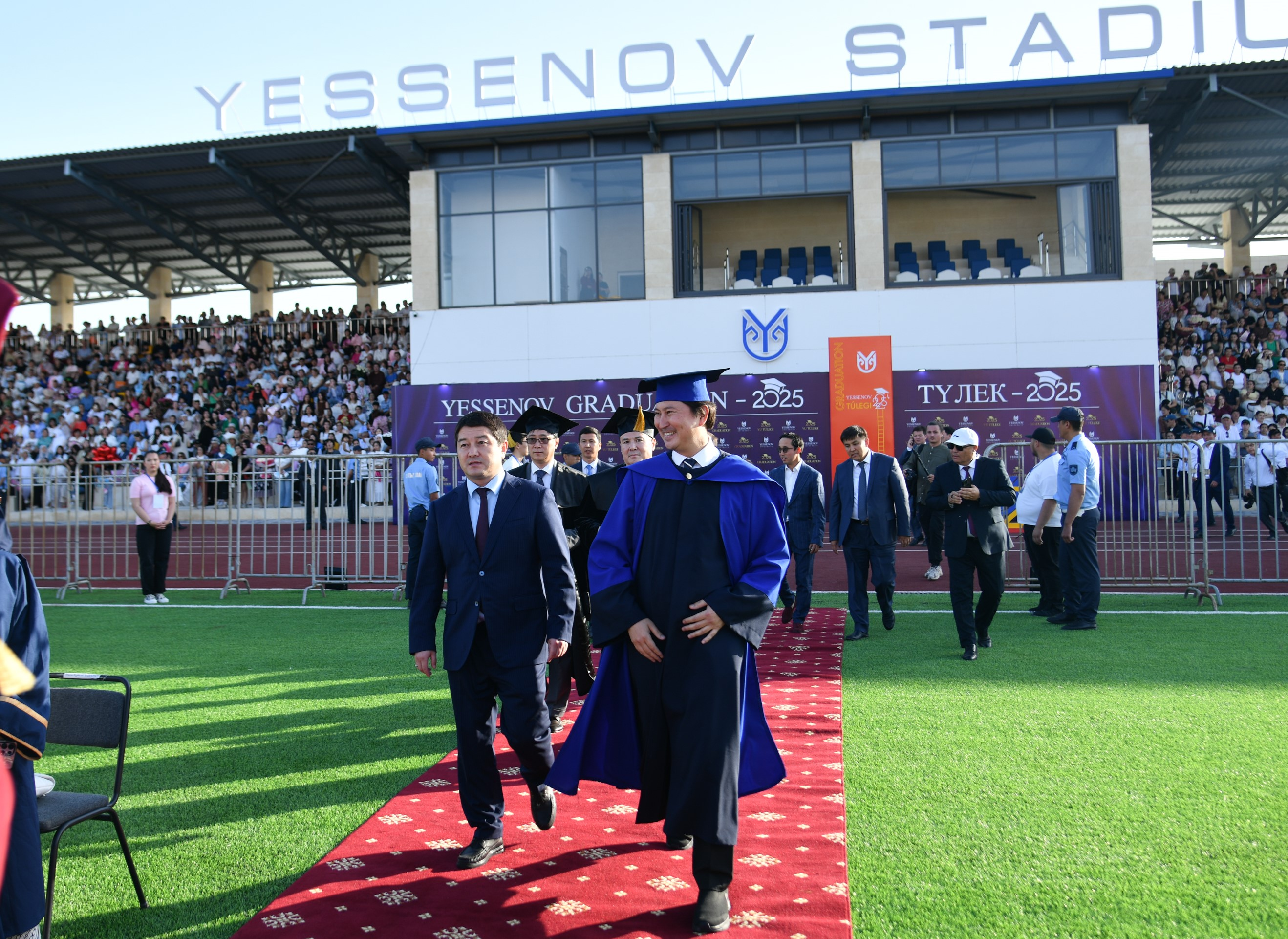
Нұрдәулет Қилыбай и Берік Ахметов на YU Graduation 2025

С 2017 года является ректором Yessenov University.
В период руководства Ахметова в Yessenov University были реализованы проекты, направленные на развитие международного сотрудничества, образовательной инфраструктуры и академического качества:
В 2023 году университет стал площадкой для создания Казахско-Немецкого института устойчивой инженерии. Соглашение о его открытии было подписано в рамках официального визита Президента Республики Казахстан в Федеративную Республику Германия при участии профильных министерств и зарубежных партнёрских вузов.
В тот же период университет прошёл институциональную аккредитацию в международном агентстве ACQUIN (Германия), действующую до 2028 года. Также зафиксировано улучшение показателей в ряде международных и национальных рейтингов, включая QS Asia University Rankings и UI GreenMetric. По данным Национальной палаты предпринимателей «Атамекен», несколько образовательных программ университета вошли в тройку лидеров по отраслевому рейтингу.
В 2024 году на территории университета были открыты новые объекты: студенческий парк, спортивный стадион и технопарк, включающий лаборатории цифровых технологий, инженерии, дизайна и ИТ.

## Научная деятельность
Автор более 50 научных публикаций в области информационных технологий и системного анализа.

## Награды и достижения
- 2010–2012 — стипендиат Национальной научной стипендии для талантливых молодых учёных.[12]
- 2021 — юбилейная медаль «30 лет Независимости Республики Казахстан»[13].
- 2021 — нагрудный знак «Ахмет Байтұрсынұлы».
- 2023 — нагрудный знак «Ғылымды дамытуға сіңірген еңбегі үшін» (За вклад в развитие науки), Министерство науки и высшего образования Республики Казахстан[14].[15]
- 2023 — орден «Құрмет»[16][17]
- 2024 — нагрудный знак «Ахмет Байтұрсынұлы» (повторное награждение), Министерство науки и высшего образования Республики Казахстан.
- 2024 — лауреат премии имени Д. А. Кунаева для молодых учёных за лучшую работу в области естественных наук[18].